# Carrera Carabobo
La Carrera Carabobo (oficialmente Carrera 52) es una carrera de Medellín que corta el centro de la ciudad desde el río Medellín hacia el norte. Entre los hitos urbanos que comunica se encuentran el Centro Administrativo La Alpujarra, los edificios Vásquez y Carré, el Palacio Nacional, el Museo de Antioquia, la SIU, el Hospital Universitario San Vicente de Paúl, el Parque de Los Deseos, el planetario, el Parque Explora y el jardín botánico.
La carrera recibe su nombre de las dos batallas de Carabobo.
Entre octubre de 2005 y octubre de 2006, toda la carrera sufrió una intervención urbana, por lo cual el trayecto comprendido entre San Juan y de Greiff pasó a ser peatonal mientras que en el resto, se ampliaron los andenes.
Al occidente del río, la Carrera 52 recibe el nombre de Avenida Guayabal, y comunica con Itagüí.